# Powiat Jiczyn
Powiat Jiczyn (czes. Okres Jičín) – powiat w Czechach, w kraju hradeckim.
Jego siedziba znajduje się w mieście Jiczyn. Powierzchnia powiatu wynosi 886,61 km², zamieszkuje go 77 066 osób (gęstość zaludnienia wynosi 86,98 mieszkańców na 1 km²). Powiat ten liczy 111 miejscowości, w tym 7 miast.
Od 1 stycznia 2003 powiaty nie są już jednostką podziału administracyjnego Czech. Podział na powiaty zachowały jednak sądy, policja i niektóre inne urzędy państwowe. Został on również zachowany dla celów statystycznych.

## Struktura powierzchni
Według danych z 31 grudnia 2003 powiat ma obszar 886,61 km², w tym:
- użytki rolne – 68,47%, w tym 76,3% gruntów ornych
- inne – 31,53%, w tym 68,5% lasów
- liczba gospodarstw rolnych: 593

## Demografia
Dane z 31 grudnia 2003:
| Opis        | Ogółem | Kobiety       | Mężczyźni     |
| ----------- | ------ | ------------- | ------------- |
| populacja   | 77 066 | 39 332 51,04% | 37 734 48,96% |
| średni wiek | 39,5   | 41,73         | 38,32         |

- gęstość zaludnienia: 86,98 mieszk./km²
- 57,54% ludności powiatu mieszka w miastach.

## Zatrudnienie
| Mieszkańcy ze stałym zatrudnieniem | 19 078       |
| Średnia pensja miesięczna          | 14 163 koron |
| Bezrobotni                         | 3309         |
| Stopa bezrobocia                   | 8,68%        |

## Szkolnictwo
W powiecie Jiczyn działają:
| Rodzaj szkoły                   | Liczba szkół |
| ------------------------------- | ------------ |
| Przedszkola                     | 50           |
| Szkoły podstawowe               | 39           |
| Gimnazja                        | 3            |
| Szkoły średnie techniczne       | 10           |
| Szkoły średnie ogólnokształcące | 7            |
| Szkoły wyższe                   | 2            |

## Służba zdrowia
| Lekarze                               | 250 |
| Szpitale                              | 1   |
| Specjalistyczne ośrodki terapeutyczne | 2   |
| Gabinety dentystyczne                 | 41  |
| Apteki                                | 15  |

## Miejscowości

### Miasta
Hořice, Jiczyn, Kopidlno, Lázně Bělohrad, Libáň, Nová Paka, Sobotka.

### Gminy wiejskie
Bačalky, Bašnice, Běchary, Bílsko u Hořic, Boháňka, Borek, Brada-Rybníček, Březina, Bříšťany, Budčeves, Bukvice, Butoves, Bystřice, Cerekvice nad Bystřicí, Červená Třemešná, Češov, Dětenice, Dílce, Dobrá Voda u Hořic, Dolní Lochov, Dřevěnice, Holín, Holovousy, Cholenice, Chomutice, Choteč, Chyjice, Jeřice, Jičíněves, Jinolice, Kacákova Lhota, Kbelnice, Kněžnice, Konecchlumí, Kostelec, Kovač, Kozojedy, Kyje, Libín, Libošovice, Libuň, Lískovice, Lukavec u Hořic, Lužany, Markvartice, Miletín, Milovice u Hořic, Mladějov, Mlázovice, Nemyčeves, Nevratice, Ohařice, Ohaveč, Osek, Ostroměř, Ostružno, Pecka, Petrovičky, Podhorní Újezd a Vojice, Podhradí, Podůlší, Radim, Rašín, Rohoznice, Rokytňany, Samšina, Sběř, Sedliště, Sekeřice, Slatiny, Slavhostice, Sobčice, Soběraz, Stará Paka, Staré Hrady, Staré Místo, Staré Smrkovice, Střevač, Sukorady, Svatojanský Újezd, Šárovcova Lhota, Tetín, Třebnouševes, Třtěnice, Tuř, Úbislavice, Údrnice, Úhlejov, Újezd pod Troskami, Úlibice, Valdice, Veliš, Vidochov, Vitiněves, Volanice, Vrbice, Vršce, Vřesník, Vysoké Veselí, Zámostí-Blata, Zelenecká Lhota, Železnice, Žeretice, Židovice, Žlunice.